# 藍線紫胸魚
藍線紫胸鱼，为輻鰭魚綱鱸形目隆头鱼科的其中一種。

## 分布
本魚分布于西印度洋區，包括東非、南非、紅海、模里西斯、塞席爾群島、留尼旺、印度、馬爾地夫、印尼等海域。

## 特徵
本魚體側扁，幼魚體色灰黑色，吻部黃色，背部密布白點，腹部銀白色，胸鰭基部具一橘色斑；雌魚體褐色，腹部白色，體側具2條白色縱紋，胸鰭基部具一橘色斑，雄魚背部青綠色，具數條藍色細縱紋，腹部淡藍色，下頷及胸鰭基部黃色。背鰭硬棘9枚；背鰭軟條11枚；臀鰭硬棘3枚；臀鰭軟條11枚，體長可達14公分。

## 生態
本魚棲息在珊瑚礁平台，幼魚常在潮池中發現，具性轉變，行一夫多妻制，活動力強，夜晚潛沙而眠，屬肉食性，以小型底棲動物為食。

## 經濟利用
多做為觀賞魚。

## 扩展阅读
維基物種上的相關：藍線紫胸鱼